# 원 데이 (2016년 영화)
원 데이(One Day)는 태국에서 제작된 반종 피산다나쿤 감독의 2016년 드라마, 멜로/로맨스 영화이다. 찬타빗 다나세비 등이 주연으로 출연하였다.

## 출연
- 찬타빗 다나세비
- 닛타 지라융유른